# Cantón de Luz-Saint-Sauveur
El cantón de Luz-Saint-Sauveur era una división administrativa francesa, que estaba situada en el departamento de Altos Pirineos y la región de Mediodía-Pirineos.

## Composición
El cantón estaba formado por diecisiete comunas:
- Barèges
- Betpouey
- Chèze
- Esquièze-Sère
- Esterre
- Gavarnie
- Gèdre
- Grust
- Luz-Saint-Sauveur
- Saligos
- Sassis
- Sazos
- Sers
- Viella
- Viey
- Viscos
- Vizos

## Supresión del cantón de Luz-Saint-Sauveur
En aplicación del Decreto n.º 2014-242 de 25 de febrero de 2014, el cantón de Luz-Saint-Sauveur fue suprimido el 22 de marzo de 2015 y sus 17 comunas pasaron a formar parte del nuevo cantón de El Valle de los Gaves.